# Гумеров, Тимур
Тимур Гумеров (26 марта 1992 года) — узбекистанский велогонщик, выступавший на треке и шоссе. Чемпион Азии по велоспорту на треке 2015 года.

## Биография
Тимур Гумеров родился 26 марта 1992 года.
Выступал в трековых соревнованиях как в темповых, так и в спринтерских видах, а также на шоссе.
В 2013 году завоевал две золотых медали на чемпионате Узбекистана в гите на 200 метров и индивидуальном спринте и серебро в индивидуальной гонке преследования. Стал серебряным призёром проходившего в Тегеране Кубка Азиатской конфедерации велоспорта в омниуме.
В 2014 году выиграл на чемпионате Узбекистана командный спринт, командную гонку преследования, кейрин, гит с хода и мэдисон.
В 2015 году завоевал шесть золотых медалей чемпионата Узбекистана: в индивидуальном спринте, кейрине, индивидуальной и командной гонках преследования, гите на 1000 метров, скрэтче. Также на его счету серебро в гонке по очкам и бронза на шоссейном чемпионате в индивидуальной гонке.
В 2015 году выиграл омниум на проходившем в Накхонратчасиме чемпионате Азии по велоспорту на треке.
В том же году выиграл состоявшийся в Куала-Лумпуре Гран-при Юго-Восточной Азии в скрэтче и стал вторым в гонке по очкам на турнире в Нью-Дели.
На чемпионате мира в Сен-Кентен-ан-Ивелин выступал в омниуме, занял последнее, 21-е место. Лучший результат показал в гонке по очкам, где стал 19-м.